# Чималапанский соке
Чималапанский соке (Chimalapa Zoque) — находящийся под угрозой язык соке, на котором говорят в муниципалитетах Санта-Мария-Чималапа и Санта-Мигель-Чималапа штата Оахака в Мексике. В 1990 насчитывалось 4500 человек, из которых 15 являлись монолингвами.
Алфавит из издания 1977 года: a, b, c, ch, d, dz, e, f, g, hu, i, j, l, m, n, ŋ, o, p, qu, r, s, sh, t, tz, u, y, ʉ, '.